# Analisi di coorte
L'analisi di coorte è una tipologia di analisi comportamentale, elaborata sulla base dei dati di web analytics raccolti da una piattaforma di e-commerce, da una web application o da un software in generale.
L'aggregazione dei dati rispetto a una metrica di interesse potrebbe produrre segmenti di utenti molto eterogenei, ovvero gruppi di utenti con profili socio-demografici, psicografici e comportamentali molto distanti tra loro.
Piuttosto che osservare i dati aggregati di tutti gli utenti come singola entità, l'analisi di coorte scinde quindi gli utenti in gruppi correlati, chiamati appunto coorti.
Tali gruppi condividono caratteristiche comuni o hanno effettuato esperienze simili all'interno di un determinato intervallo di tempo.
L'analisi di coorte permette di identificare i pattern comportamentali in modo più definito, all'interno del ciclo di vita di un utente, inteso come ciclo di utilizzo di una piattaforma o servizio, anziché aggregare indistintamente gli utenti senza considerare il naturale ciclo di interesse e di interazione che ogni utente esprime in modo diverso.
Questo tipo di analisi è mutuato dagli studi di coorte usati frequentemente in sociologia e in medicina, per l'analisi di pannelli di utenti, ovvero campioni di individui assimilabili al concetto di coorte usato in statistica.